# Macroglossum lifuensis
Macroglossum lifuensis är en fjärilsart som beskrevs av Rothschild 1894. Macroglossum lifuensis ingår i släktet Macroglossum och familjen svärmare. Inga underarter finns listade i Catalogue of Life.